# Acer tyrrellii
Acer tyrrellii é uma espécie de árvore do gênero Acer, pertencente à família Aceraceae.